# 入来院重高
入来院 重高（いりきいん しげたか）は、安土桃山時代から江戸時代前期にかけての武将。島津氏の家臣。元は島津氏庶流の薩州家出身だが、後に頴娃氏、入来院氏を称した。

## 生涯
島津義虎の五男として生まれ、島津忠富を名乗るが、長兄・忠辰が豊臣秀吉の怒りを買って改易されると、兄達と共に小西行長の身柄預かりとなる。文禄3年（1594年）、行長に従い朝鮮の役に従軍し軍功を上げたが、慶長2年（1597年）に島津義弘の陣へと参じ、南原城攻めや泗川の戦いで軍功を上げた。朝鮮から戻ると名を久秀と改める。
慶長4年（1599年）に庄内の乱が発生すると、吉利忠張、新納忠在と共に山田城を攻める。また、白石永仙が伏兵を用いて攻撃した際も、敵を打ち破って味方を助けた。翌慶長5年（1600年）の関ヶ原の戦いでは、義弘の傍から離れず奮戦、薩摩への退却時にも功を成した。帰郷後に200石を拝領、頴娃弥三郎久音の名跡を相続し、頴娃弥一郎久秀と名乗った。
慶長7年（1602年）の島津家久（忠恒）の上洛にも従ったが、母・御平が病との理由で帰国した（御平は同年11月12日に病没）。慶長10年（1605年）の上洛にも同行したが、その際に関ヶ原の戦いからの退却時に死去していた入来院重時の一人娘の婿となるよう命ぜられ、入来院氏を継いで入来院重国と名を改める。また、慶長18年（1613年）に入来院氏の本領（現・鹿児島県薩摩川内市入来町）へ領地替えされ、その地頭となると重高と名を改めた。寛永14年（1637年）の島原の乱にも出陣、島津久賀、喜入忠政、北郷久加、山田有栄と共に警護役となった。
忠恒の死後は、薩摩藩2代藩主・島津光久の参勤の供をするようになる。正保4年（1647年）、長崎に南蛮船2艘が現れた際に、これを追い帰すために軍勢を率いて出陣、帰途に阿久根蔵津で病を得て、そのままその地で死去した。殉死者が4名出ている。
なお、寛永9年（1632年）に長男・重通が、同20年（1643年）に次男・重次が死去したため、頴娃氏の家督は鎌田政近の四男・久政を養嗣子として継がせた。また、入来院氏は孫の重頼が継いだ。